# Hverven Station
Hverven Station (Hverven stasjon eller Hverven holdeplass) var en jernbanestation på Indre Østfoldbanen (Østre Linje), der lå i Hverven i Rakkestad kommune i Norge.
Stationen blev åbnet som trinbræt i 1928 og nedlagt 26. maj 1974. Den bestod af en kort perron. Den lå 83,27 km fra Oslo S.